# История о девочке, наступившей на хлеб
«История о девочке, наступившей на хлеб» (укр. Історія про дівчинку, яка наступила на хліб) — короткометражный мультфильм студии «Киевнаучфильм». Снят по мотивам сказки Ханса Христиана Андерсена. Мультфильм выпущен на двух языках: русский и украинский, с соответствующими звуковыми дорожками (обе озвучки были выполнены одними и тем же актёрами).

## Сюжет
В одном городе со своей мамой жила девочка по имени Инге. Была она очень грубая и никого не любила. Однажды мама попросила её отнести бабушке хлеб, Инге долго отказывалась, но согласилась при том, что она наденет новые сапожки. Когда она шла по дорожке, на её пути встретилась большая лужа. Инге бросила в эту лужу хлеб и наступила на него. После этого она провалилась в лужу и попала в царство живущей там Болотницы, которая разозлилась из-за поступка Инге и превратила её в птичку, дав при этом приказ — собрать столько зёрен, сколько было использовано для приготовления хлеба, на который она наступила. Инге собрала зёрна и обратно превратилась в девочку, только теперь она стала добрее.

## Отрывок из песенки
Хлеб на землю бросила, прямо в грязь,

Наступила ножкою, не стыдясь!

Не может быть, не может быть!

— Даю Вам слово чести!

Не может быть, не может быть!

— Да лопнуть мне на месте!

## Отличия от книги
- Из экранизации убран весь религиозный контекст. В конце фильма главная героиня не уносится в рай, а приходит домой исправившейся.

## Съёмочная группа
| автор сценария            | Александр Тимофеевский                                                           |
| кинорежиссёр              | Алла Грачёва                                                                     |
| художник-постановщик      | Николай Чурилов                                                                  |
| композитор                | Юрий Шевченко                                                                    |
| кинооператор              | Анатолий Гаврилов                                                                |
| звукооператор             | Вадим Пашкевич                                                                   |
| художники-мультипликаторы | К. Чикин, А. Лавров, В. Омельчук, Н. Бондарь, А. Викен, Л. Ткачикова, К. Баранов |
| роли озвучили             | Неонила Гнеповская, Юрий Врублевский, Людмила Томашевская, Людмила Козуб         |
| ассистенты                | А. Лапчинская, В. Езерский, Л. Снежко, А. Лапа                                   |
| монтаж                    | С. Васильевой                                                                    |
| редактор                  | Светлана Куценко                                                                 |
| директор съёмочной группы | Иван Мазепа                                                                      |